# Malik Allen
Malik Omar Allen (nascut el 27 de juny de 1978 a Willingboro, New Jersey) és un jugador de bàsquet que milita als New Jersey Nets de l'NBA.

## Carrera

### Universitat
Procedent de l'Institut Shawnee a Medford, New Jersey (on va guanyar dos campionats estatals), Allen va disputar quatre anys a la Universitat de Villanova, amb una mitjana de 9 punts i 5.7 rebots amb un 51,6% en tirs de camp en 125 partits, 93 d'ells com a titular. En cada una de les tres temporades, els seus termes mitjans d'anotacions i rebots van millorar respecte als de la campanya anterior. En el seu any sènior va ser elegit en el segon millor quintet de la Big East Conference anotant 14,2 punts, agafant 7.4 rebots i fent 1,88 taps per partit. Allen és un dels 22 jugadors a la història dels Wildcats en anotar més de 1.000 punts i agafar més de 500 rebots després de finalitzar la seva carrera universitària amb 1.131 punts i 708 rebots.

### Lligues menors i NBA
Ja que no el van escollir al draft, Allen es va haver de buscar la vida a la ABA jugant amb els San Diego WildFire i a la International Basketball League amb el Trenton la emporada 2000-01.
Miami Heat el va fitxar com a agent lliure la temporada 2001-02, jugant 12 partits i perdent-se'n 35 per culpa d'una lesió. En la seva segona temporada amb els Heat va disputar 80 partits, 73 d'ells com a titular, amb una mitjana de 9.6 punts i 5.3 rebots per nit en 29 minuts de joc. Després de tres temporades i mitja amb els Heat, va ser traspassat als Charlotte Bobcats el 24 de febrer de 2005 a canvi de Steve Smith.
L'estiu de 2005 va firmar com a agent lliure amb els Chicago Bulls, on ha jugat les dues últimes temporades amb una mitjana de gairebé 5 punts i 3 rebots per nit. El 2007 és traspassat als New Jersey Nets.

## Curiositats
- És el fill de Tracey Allen
- Va conèixer a la seva esposa Kara (Saylor) a Villanova i es van casar el 16 de juny de 2005 a Philadelphia.
- Es va llicenciar en comunicacions a Villanova.
- Li agrada escoltar música i llegir en el seu temps lliure.
- El seu restaurant preferit és el Cheesecake Factory.
- Els seus equips preferits de futbol americà són Philadelphia Eagles i San Francisco 49ers.
- La seva pel·lícula preferida és Sospitosos Habituals.